# Östra Vingåkers landskommun
Östra Vingåkers landskommun var en tidigare kommun i Södermanlands län.

## Administrativ historik
Den 1 januari 1863, när kommunalförordningarna började tillämpas, skapades över hela riket cirka 2 500 kommuner, varav 89 städer, 8 köpingar och resten landskommuner. Då inrättades i Östra Vingåkers socken i Oppunda härad i Södermanland denna kommun.
1952 genomfördes den första av 1900-talets två genomgripande kommunreformer i Sverige. Denna  kommun blev då en del av   "storkommunen"  Stora Malms landskommun.
Denna i sin tur upplöstes år 1971 varvid detta område fördes till Katrineholms kommun.

## Politik

### Mandatfördelning i Östra Vingåkers landskommun 1946
| 13 | 7 |

| 20 |